# 바오언 콜먼
바오언 콜먼(Baoan Coleman)은 미국의 배우, 성우이다. 람보 2에서 조연을 맡은 전직 미국 배우이다. 그는 또한 룰스 오브 인게이지먼트를 포함한 다른 영화에서 작은 역할을 맡았으며 니켈로디언의 애니메이션 시리즈 헤이 아놀드!에서 미스터 현의 목소리를 맡았다. 베트남계 인물이다.

## 영화
- 룰스 오브 인게이지먼트 (2000년)
- 람보 2 (1985년)
- 머나먼 정글
- 헤이 아놀드!
- 헤이 아놀드 - 극장판